# Barry Briggs
Barry Briggs, MBE (ur. 30 grudnia 1934 w Christchurch) – nowozelandzki żużlowiec, występujący również na długim torze.

## Życiorys

### Kariera sportowa
Czterokrotny indywidualny mistrz świata, 18-krotnie w finałach IMŚ. Wielokrotnie zdobył medale w drużynie z Wielką Brytanią. Jest sześciokrotnym mistrzem Wielkiej Brytanii oraz dwukrotnym mistrzem Nowej Zelandii. Siedem razy wygrał ligę w Anglii. Pomysłodawca deflektora w motocyklu żużlowym.

### Życie prywatne
Ojciec Tony’ego Briggsa, również żużlowca.

## Przynależność klubowa
Nowa Zelandia
- Christchurch (1951)

Wielka Brytania
- Wimbledon Dons (1952–1959)
- New Cross Rangers (1960)
- Southampton Saints (1961–1963)
- Swindon Robins (1964–1972)
- Wimbledon Dons (1974–1975)
- Hull Vikings (1976)

Południowa Afryka
- Wembley Lions (1952)
- Boksburg Bees (1952)
- Pretoria Eagles (1954)

## Osiągnięcia
Indywidualne Mistrzostwa Świata
- 1954 –  Londyn – 6. miejsce – 9 pkt → wyniki
- 1955 –  Londyn – 3. miejsce – 12+2 pkt → wyniki
- 1956 –  Londyn – 7. miejsce – 10 pkt → wyniki
- 1957 –  Londyn – 1. miejsce – 14+3 pkt → wyniki
- 1958 –  Londyn – 1. miejsce – 15 pkt → wyniki
- 1959 –  Londyn – 3. miejsce – 11+3 pkt → wyniki
- 1960 –  Londyn – 6. miejsce – 9 pkt → wyniki
- 1961 –  Malmö – 4. miejsce – 11+1 pkt → wyniki
- 1962 –  Londyn – 2. miejsce – 13 pkt → wyniki
- 1963 –  Londyn – 3. miejsce – 12 pkt → wyniki
- 1964 –  Göteborg – 1. miejsce – 15 pkt → wyniki
- 1965 –  Londyn – 4. miejsce – 10 pkt → wyniki
- 1966 –  Göteborg – 1. miejsce – 15 pkt → wyniki
- 1967 –  Londyn – 5. miejsce – 11 pkt → wyniki
- 1968 –  Göteborg – 2. miejsce – 12 pkt → wyniki
- 1969 –  Londyn – 2. miejsce – 11+3 pkt → wyniki
- 1970 –  Wrocław – 7. miejsce – 7 pkt → wyniki
- 1972 –  Londyn – 14. miejsce – 3 pkt → wyniki

Drużynowe Mistrzostwa Świata
- 1962 –  Slaný – 2. miejsce – 8 pkt → wyniki
- 1963 –  Wiedeń – 3. miejsce – 12 pkt → wyniki
- 1964 –  Abensberg – 3. miejsce – 9 pkt → wyniki
- 1965 –  Kempten (Allgäu) – 3. miejsce – 1 pkt → wyniki
- 1966 –  Wrocław – 4. miejsce – 1 pkt → wyniki
- 1967 –  Malmö – 3. miejsce – 8 pkt → wyniki
- 1968 –  Londyn – 1. miejsce – 7 pkt → wyniki
- 1969 –  Rybnik – 2. miejsce – 8 pkt → wyniki
- 1970 –  Londyn – 2. miejsce – 11 pkt → wyniki
- 1971 –  Wrocław – 1. miejsce – 6 pkt → wyniki

Mistrzostwa Świata Par
- 1971 –  Rybnik – 2. miejsce – 13 pkt → wyniki
- 1974 –  Manchester – 3. miejsce – 4 pkt → wyniki
- 1976 –  Eskilstuna – 5. miejsce – 7 pkt → wyniki

Indywidualne Mistrzostwa Świata na długim torze
- 1971 –  Oslo – 6. miejsce – 10 pkt → wyniki
- 1975 –  Radgona – 4. miejsce – 19 pkt → wyniki
- 1976 –  Mariańskie Łaźnie – 11. miejsce – 7 pkt → wyniki

Indywidualne Mistrzostwa Wielkiej Brytanii
- 1961 – Londyn – 1. miejsce – 15 pkt → wyniki
- 1962 – 3 rund – 2. miejsce – 41 pkt → wyniki
- 1963 – 3 rund – 2. miejsce – 41 pkt → wyniki
- 1964 – Londyn – 1. miejsce – 15 pkt → wyniki
- 1965 – Londyn – 1. miejsce – 13 pkt → wyniki
- 1966 – Londyn – 1. miejsce – 12 pkt → wyniki
- 1967 – Londyn – 1. miejsce – 15 pkt → wyniki
- 1968 – Londyn – 2. miejsce – 14 pkt → wyniki
- 1969 – Londyn – 1. miejsce – 15 pkt → wyniki
- 1970 – Londyn – 5. miejsce – 10 pkt → wyniki
- 1971 – Coventry – 2. miejsce – 13 pkt → wyniki
- 1972 – Coventry – 3. miejsce – 11 pkt → wyniki
- 1974 – Coventry – 11. miejsce – 6 pkt → wyniki

Indywidualne Mistrzostwa Nowej Zelandii
- 1959 – Rotorua – 1. miejsce → wyniki
- 1963 – Palmerston North – 1. miejsce – 12+3 pkt → wyniki
- 1974 – Christchurch – 3. miejsce – 13 pkt → wyniki
- 1978 – Wellington – 2. miejsce – 12 pkt → wyniki